# David A. Line
David A. Line (* 6. Juni in München) ist ein deutscher Musiker und Schriftsteller.

## Leben
Bekannt geworden ist David A. Line als Musiker bei Untoten, außerdem gründete er die Band SOKO Friedhof. Er spielt auch bei Paloma im Blute, Engelwerk, Candy’s Trash till Death, Blood Splattered Bride und Festival der Geisteskranken. Er beherrscht einige Instrumente, wie Saxophon, Klavier, E-Bass und Gitarre. Weiterhin benutzt er viele Samples.
1997 erschien das erste Buch, Sonic Malade, das mittlerweile ausverkauft ist. 2001 wurde Schwarze Messe und 2004 Totenkopfmausgedicht veröffentlicht. Beide wurden 2005 vom untoten-eigenen Verlag Von Grafenwald wiederveröffentlicht. Schwarze Messe II erschien Ende 2007.

## Werke
- David A. Line: Sonic Malade. Bench Press Publishing, Grabenstetten 1997, ISBN 3-933649-04-8.
- David A. Line: Schwarze Messe. Dresscode Black Verlag, Berlin 2001, ISBN 3-9808890-0-9.
- David A. Line: Totenkopfmausgedicht. Dresscode Black Verlag, Berlin 2004, ISBN 3-9808890-1-7.
- David A. Line: Schwarze Messe II. Von Grafenwald Verlag, Berlin 2007.